# Хронологија радничког покрета и КПЈ 1941.
| ◄ 1930—1939.                                                              |              |
| 1940. 1941 / 1941. 1942. 1943. 1944. 1945 / 1945. 1946. 1947. 1948. 1949. | 1950—1959. ► |

| Јануар ’41 Фебруар ’41 Март ’41 Април ’41 Мај ’41 Јун ’41 |

Ово је хронолошки преглед важнијих догађаја везаних за Раднички покрет Југославије и Комунистичку партију Југославије (КПЈ), као и општа политичка дешавања која су се догодила у Краљевини Југославији у првој половини 1941. године. Преглед догађаја за 1941. годину се бави само догађајима који су се одвијали до јула месеца, док је каснији период представљен у чланку Хронологија Народноослободилачке борбе 1941.

## Јануар
- 1. јануар: У Ужицу, под руководством Месног комитета КПЈ, организоване демонстрације радника и омладине против одлуке Министарског савета Краљевине Југославије којом је забрањен Уједињени раднички синдикални савез Југославије (УРССЈ). Током ових демонстрација, дошло је до сукоба са полицијом у којем је убијен Радоје Марић (1920—1941), секретар Окружног комитета СКОЈ-а, а рањено 17 радника. Сахрана Радоја Марића, 3. јануара је претворена у отворену манифестацију против полицијског терора.[1][2]
- 2. јануар: У Загребу, од 2. до 4. јануара, одржане радничке демонстрације против одлуке Владе којом је забрањен Уједињеног радничког синдиката.[1]
- 3. јануар: У Суботици и Жеднику, од 3. до 5. јануара, полиција ухапсила двадесетак руководилаца КПЈ и СКОЈ, због растурања прогласа Централног комитета КПЈ издатог поводом забране Уједињеног радничког синдиката. Ухапшена лица задржана су у притвору све до 4. априла, када су изведени пред Окружни суд и услед недостатка доказа пуштени на слободу.[2]

- 7. јануар: У Загребу одржана Покрајинска конференција СКОЈ-а за Хрватску, којој је присуствовало 25 делегата из организација Загреба, Сиска, Вараждина, Забока, Осијека, Славонског Брода, Бјеловара, Карловца, Сушака и Далмације. Конференцији су такође присуствовали Иво Лола Рибар, секретар ЦК СКОЈ-а и Раде Кончар и Владимир Бакарић, представници Централног комитета КП Хрватске.[2]
- 15. јануар: Грађани Сарајева, се придружили штрајку фабрике „Кључ“ чиме је овај штрајк прерастао у демонстрације против рата и скупоће. Током демонстрације је дошло до сукоба са жандармеријом у коме је ухапшено 26 демонстраната.[2]
- 22. јануар: У Београд допутовао пуковник Вилијам Џозеф Донован, лични изасланик председника САД Френклина Рузвелта, који се налазио на „Балканској турнеји“ током које је посетио Бугарску, Грчку и Турску. Током боравка у Београду, Денован је заједно са послаником САД Артуром Бислејном, 24. и 25. јануара водио разговоре са представницима Крунског савета и Министарског савета Краљевине Југославије — кнезом Павлом Карађорђевићем, Драгишом Цветковићем и Влатком Мачком. На овим састанцима, представници САД су тражили од Министарског савета Краљевине Југославије да не приступи Тројном пакту.[3][4]
- 26. јануар: У Загребу одржано саветовање двадесетак партијских функционера, који су дошли из значајних железничких чворова Словеније, Хрватске, Босне и Херцеговине и Србије. Саветовању су присуствовали генерални секретар КПЈ Јосип Броз Тито, као и чланови Централног комитета КПЈ — Едвард Кардељ, Сретен Жујовић, Павле Пап Шиља, Владо Поповић и др. На саветовању је претресано стање партијских организација КПЈ међу железничким радницима, као и организација пребацивања илегалних партијских материјала железницом.[2]

### У току јануара
- Политбиро Централног комитета КП Југославије донео одлуку да Александар Ранковић пређе у Загреб и тамо помогне у раду Централном комитету КП Хрватске и руководи синдикалним радом, а да Раде Кончар пређе у Београд и тамо помогне у раду Покрајинском комитету КПЈ за Србију. После одласка Ранковића у Загреб, дужност секретара ПК КПЈ за Србију преузела је Спасенија Цана Бабовић.[2]

| Јануар ’41 Фебруар ’41 Март ’41 Април ’41 Мај ’41 Јун ’41 |

## Фебруар
- 4. фебруар: У Москви, посланик Министарског савета Краљевине Југославије у Совјетском Савезу др Милан Гавриловић, обавестио Владу о току преговора са Совјетом народних комесара Совјетског Савеза. Он је истакао да је совјетска влада, по личном наређењу Јосифа Стаљина, одустала о склапању пакта о узајамној помоћи са Министарским саветом Краљевине Југославије и да нуди само пакт о неутралности.[5]
- Почетак фебруара: У Загребу, у кући у којој је одржана Пета земаљска конференција КПЈ, Политбиро ЦК КПЈ отворио партијску школу за известан број највиших партијских руководилаца из читаве Југославије, међу којима су били Раде Кончар, Франц Лескошек, Александар Ранковић и по два члана из сваке покрајинске организације. Школа је радила око месец дана и скоро сваког дана је посећивао генерални секретар КПЈ Јосип Броз Тито, који је држао предавања о партији и њеним организационим питањима.[6][7]
- 14. фебруар: У Хитлеровој резиденцији „Бергоф“, у близини Берхтесгадена (Трећи рајх) одржан састанак између председника Министарског савета Краљевине Југославије Драгише Цветковића и министра иностраних послова Александра Цинцар-Марковића, са немачким канцеларом Адолфом Хитлером и министром иностраних послова Јоахимом фон Рибентропом, на којем је Хитлер отворено захтевао приступање Краљевине Југославије Тројном пактом. Пошто Цветковић и Цинцар-Марковић нису имали овлашћења да дају пристанак, Хитлер је тражио да се састане са кнезом Павлом (до овог састанка дошло је 4. марта).[5]
- Крајем фебруара: У Београду, на Чукарици, у кући Лазара Кочовића, одржано саветовање Покрајинског комитета КПЈ за Србију, на којем је учествовало око 30 људи, међу којима и генерални секретар КПЈ Јосип Броз Тито. На саветовању је дискутовано о могућностима спровођена одлука Пете земаљске конференције КПЈ и разматрана је политичка ситуација у Краљевини Југославији, а нарочито актуелна ситуација у вези са могућим потписивањем Тројног пакта. Током саветовања у чланство ПК КПЈ за Србију је кооптиран др Благоје Нешковић, који је изабран за секретара Покрајинског комитета.[6][8]

| Јануар ’41 Фебруар ’41 Март ’41 Април ’41 Мај ’41 Јун ’41 |

## Март
- 25. март: У Бечу председник Министарског савета Краљевине Југославије Драгиша Цветковић и министар иностраних послова Александар Цинцар-Марковић потписали са министром иностраних послова Трећег рајха Јоахимом фон Рибентропом Споразум о приступању Краљевине Југославије Тројном пакту.[9][10]
- 25. март: Вест о приступању Југославије Тројном пакту, изазвала велико народно незадовољство — у Београду, Љубљани, Скопљу, Крагујевцу, Сплиту, Нишу, Цетињу, Подгорици, Лесковцу и другим градовима одржане масовне демонстрације под паролама Боље рат него пакт и Боље гроб него роб.[9][10]
- 26. март: У току ноћи 26/27. марта, група официра, предвођена генералима Боривојем Мирковићем и Душаном Симовићем, извела војни пуч у коме је збацила Намесништво и Владу Цветковић-Мачек, кнеза Павла протерала у Краљевину Грчку и краља Петра II прогласила пунолетним и образовала нову Владу, под председништвом генерала Симовића.[9][10]
- 27. март: Талас антивладиних демонстрација, који је пре два дана захватио целу, прерастао у манифестације подршке пучу. Комунисти су успели да демонстрације, које су организовале националистичке организације, претворе у демонстрације антифашистичког и левичарског карактера. У Београду су на разним местима, демонстрантима говорили истакнути функционери КПЈ — Спасенија Цана Бабовић, Рифат Бурџовић, Раде Кончар, Иво Лола Рибар, Вељко Мићуновић и др.[11][9]
- 27. март: У Берлину одржано саветовање Врховне команде Трећег рајха о ситуацији у Југославији, на коме је Адолф Хитлер саопштио одлуку да се што пре нападне Југославија и разбије као држава, због одбацивања Тројног пакта.[9]
- 29. март: У Београду, на Чукарици одржано Покрајинско саветовање ПК КПЈ за Србију, којем је учествовало око 35 учесника, међу којима генерални секретар КПЈ Јосип Броз Тито и чланови Политбироа ЦК КПЈ. На саветовању је дата оцена новонастале ситуације, и донета директива да се сви чланови Партије и симпатизери, одазову на војне позиве и тамо међу политички раде међу војницима. Тито је на саветовању саопштио да ће се средиште ЦК КПЈ ускоро преместити из Загреба у Београд.[12][8][13]
- 30. март: ЦК КПЈ издао проглас под називом Народи Југославије! Радници, сељаци и грађани, војници, подофицири и официри! у којем је је изнет став КПЈ о актуелним догађајима.[13][12]
- 30. март: Загребачка полиција извела велику акцију хапшења комуниста и левичара у којој је ухапшено око 100 особа и одведено у логор Керестинец. Међу ухапшенима, били су истакнути партијски руководиоци — Иван Крндељ, Андрија Жаја, Душан Грковић, Блаж Ваљин и др. (већина ухапшених задржана је до окупације и проглашења НДХ, када су предати усташама, а касније стрељани).[12]

| Јануар ’41 Фебруар ’41 Март ’41 Април ’41 Мај ’41 Јун ’41 |

## Април
- 6. април: У 5:20 часова са територије Трећег рајха, Мађарске, Румуније и Бугарске отпочео концентрични напад немачких армија на Краљевину Југославију.[14][15]
- 6. април: Немачка авијација отпочела ваздушне нападе на Београд, који је још 3. априла проглашен за отворен град. Операција бомбардовања Београда носила је назив „Страшни суд“, а извршила је Четврта ваздушна флота под командом пуковника Александра Лера.[14][15]

- 10. април: У Загребу, након уласка немачких јединица, Славко Кватерник објавио стварање квинслишке Независне Државе Хрватске (НДХ), у којој су власт добиле усташе на челу са поглавником Антом Павелићем.[16][17]
- 10. април: У Загребу одржан заједнички састанак чланова ЦК КПЈ, чланова ЦК КПХ и чланова МК КПХ за Загреб на коме је разматрана ратна ситуација и закључено да КПЈ мора да ангажује све своје снаге како би се фашистичким агресорима пружио отпор и да, у случају слома војске који се назирао, све њене организације приступе припремама за оружану борбу против окупатора. На састанку је одлучено да се формира Војни комитет који ће руководити припремом КПЈ и народа за борбу против окупатора.[16][18][17]
- 17. април: У Београду потписана безусловна капитулација Југословенске војске.[19][20][21]
- 21. април: У Бечу отпочео одржан дводневни састанак министара иностраних послова Немачке и Италије — Јоахима фон Рибентропа и Галеаца Ћана, на коме су, на основу Хитлерових директива, дефинитивно утврдили распарчавање Југославије, која је подељена демаркационом линијом на два основна дела — немачко и италијанско интересно подручје, с тим што су извесне територије препустили својим савезницима Мађарској и Бугарској.[19]
- 26. април: У Љубљани, у кући Јосипа Видмара одржан састанак представника КП Словеније (Борис Кидрич и Борис Зихерл), хришћанских социјалиста (Тоне Фајфар и Едвард Коцбек), сокола (Јоже Рус) и словеначких културних радника (Јосип Видмар, Фран Штурм и Фердо Козак) на ком је основан Антиимперијалистички фронт словеначког народа (словен. Protiimperialistična fronta slovenskega naroda). Њему је касније приступило још 15 организација и групација, а крајем јуна му је промењен назив у Ослободилачки фронт словеначког народа.[22][23]

| Јануар ’41 Фебруар ’41 Март ’41 Април ’41 Мај ’41 Јун ’41 |

## Мај
- 1. мај: ЦК КПЈ издао првомајски проглас радном народу Југославије, у коме објашњава узроке априлског слома, не признаје распарчавање Југославије, позива радничку класу на јединство и истиче да ће КПЈ, као и до сада, стајати у првим редовима народне борбе и још упорније организовати и водити борбу против окупатора и његових слуга, против распиривања шовинизма, за братство народа Југославије, за срећнију будућност.[24]
- 4. мај: У Загребу одржано Мајско саветовање Централног комитета Комунистичке партије Југославије на коме су присуствовали делегати свих Покрајинских комитета (изузев из Македоније). На саветовању је Јосип Броз Тито поднео реферат у ком је анализирао Априлски рат и окупацију Југославије, истакао задатке КПЈ и карактер будућег рата. Такође, наглашено је да КПЈ не признаје окупациону поделу Југославије, да комунисти треба да стану на чело ослободилачке борбе и да све партијске организације формирају Војне комитете који ће водити припреме за оружани устанак.[25]
- 30. мај: Генерални секретар КПЈ Јосип Броз Тито уселио се у вилу породице Ненадовић на Дедињу, одакле је борбом народа Југославије и КПЈ руководио до 16. септембра, када је отишао на слободну територију западне Србије.[26]

| Јануар ’41 Фебруар ’41 Март ’41 Април ’41 Мај ’41 Јун ’41 |

## Јун
- 8. јун: У шумској кући на Шехитлуцима, код Бање Луке, одржано је Обласно саветовање КПЈ за Босанску крајину, којим је руководио секретар Обласног комитета КПЈ за Босанску крајину Ђуро Пуцар Стари. Учесници саветовања упознати су са одлукама и закључцима Мајског саветовања ЦК КПЈ одржаног у Загребу, а постављени су задаци да се партијске организације боре против политике окупатора и усташа на распиривању мржње између Срба, Хрвата и Муслимана. Разматране су организационо-политичке мере око припремања устанка и  постављен задатак за припрему оружаног устанка за борбу против окупатора.[27][28]
- 22. јун: У Београду, у Молеровој улици, одржана седница Политбироа ЦК КПЈ на којој су, поводом напада Немачке на СССР, разматране мере које Партија мора предузети. Седницом је руководио генерални секретар КПЈ Јосип Броз Тито. Политбиро ЦК КПЈ је издао проглас, у коме се каже: Ви који стењете под окупаторском чизмом, сви ви који љубите слободу и независност, који нећете фашистичког ропства - знајте да је куцнуо час борбе за ваше ослобођење од фашистичког освајача... Пролетери свију крајева Југославије, на своја места - у прве борбене редове! Збијте чврсто своје редове око ваше авангарде, КП Југославије!... Спремајте се хитно за последњи и одлучни бој! Уништавајте фашисте!.[29][30]
- 22. јун: У селу Жабну, код Сиска, по одлуци Окружног комитета КПХ за Сисак, формиран Сисачки НОП одред (први НОП одред у Хрватској).[29]
- 27. јун: У Београду одржана седница ЦК КПЈ на којој је образован Главни штаб НОП одреда Југославије. За команданта Главног штаба изабран је Јосип Броз Тито.[31]

| Јануар ’41 Фебруар ’41 Март ’41 Април ’41 Мај ’41 Јун ’41 |